# 2,2'-二氯乙醚
2,2'-二氯乙醚是一种有机化合物，化学式 O(CH2CH2Cl)2。它是一种醚，氧原子的两边都是 2-氯乙基。它是一种无色液体，有氯代溶剂的气味。

## 反应和应用
2,2'-二氯乙醚的反应性比对应的硫化合物芥子气 S(CH2CH2Cl)2低。在碱存在下，2,2'-二氯乙醚会和邻苯二酚反应，形成二苯并-18-冠-6：
2,2'-二氯乙醚可用于合成止咳药非屈酯。它和强碱反应，形成二乙烯醚，一种麻醉剂：
O(CH2CH2Cl)2  +  2 KOH   →   O(CH=CH2)2  +  2 KCl  +  2 H2O

## 毒性
2,2'-二氯乙醚被认为是潜在的致癌物。